# Boarmia curtaria
Boarmia curtaria är en fjärilsart som beskrevs av Walker 1866. Boarmia curtaria ingår i släktet Boarmia och familjen mätare. Inga underarter finns listade i Catalogue of Life.